# Chthonian
Chthonian ist eine finnische Black- und Death-Metal-Band aus Pietarsaari, die 1998 gegründet wurde.

## Geschichte
Die Band wurde im Jahr 1998 von dem Gitarristen und Sänger Mathias „Vreth“ Lillmåns (Finntroll) und dem Schlagzeuger Markus Rosenberg als Duo gegründet. Nachdem ein paar Lieder geschrieben und ein Demo aufgenommen worden war, war die Band ein paar Jahre inaktiv, in denen sich die Mitglieder anderen Projekten widmeten.
2005 fanden sich Lillmåns, Rosenberg sowie der Gitarrist Jonas Frilund wieder zusammen, wobei Letzterer eigentlich Bassist ist und die E-Gitarre nur in dieser Band spielt. Die Formation wurde erst in diesem Augenblick Chthonian benannt, und anschließend wurde im Frühling 2006 ein Demo mit drei Liedern aufgenommen. Dadurch erreichte die Gruppe einen Plattenvertrag bei Woodcut Records. Im September 2006 begab sich die Band nach Nykarleby in die KRS Music-Studios, um mit dem Produzenten Sami Koivisto ihr Debütalbum aufzunehmen. Abgemischt und gemastert wurde es im Dezember. Das Album wurde im März 2007 unter dem Namen Of Beatings and the Silence in Between veröffentlicht. Im Juni 2009 wurde das zweite Album aufgenommen und im folgenden Monat gemastert. Die Veröffentlichung fand 2010 unter dem Namen The Preachings of Hate Are Lord bei Woodcut Records statt. Hierauf ist neben Lillmåns, Rosenberg und Frilund auch der Gitarrist Staffan Holmnäs zu hören.

## Stil
Lars Strutz von Powermetal.de schrieb in seiner Rezension zu Of Beatings and the Silence in Between, dass hierauf eine Mischung aus Black- und Death-Metal zu hören ist, die mit der Musik von Belphegors Album Pestapokalypse VI vergleichbar sei. Das Material sei jedoch nicht ganz so qualitativ hochwertig, wie das von Belphegor und eigne sich „somit herrlich zur Bangerei und sonstigen Partyspäßen“. Petra Schurer vom Metal Hammer ordnete The Preachings of Hate Are Lord dem Black Metal zu, wobei man aber auch andere Einflüsse, wie etwa aus dem Grindcore, mitverarbeite. Insgesamt könne man das Album als Tribut an Bands wie Celtic Frost, Entombed, Impaled Nazarene, aber auch Napalm Death verstehen.

## Diskografie
- 2006: Chthonian (Demo, Eigenveröffentlichung)
- 2007: Of Beatings and the Silence in Between (Album, Woodcut Records)
- 2010: The Preachings of Hate Are Lord (Album, Woodcut Records)